# Patri Friedman

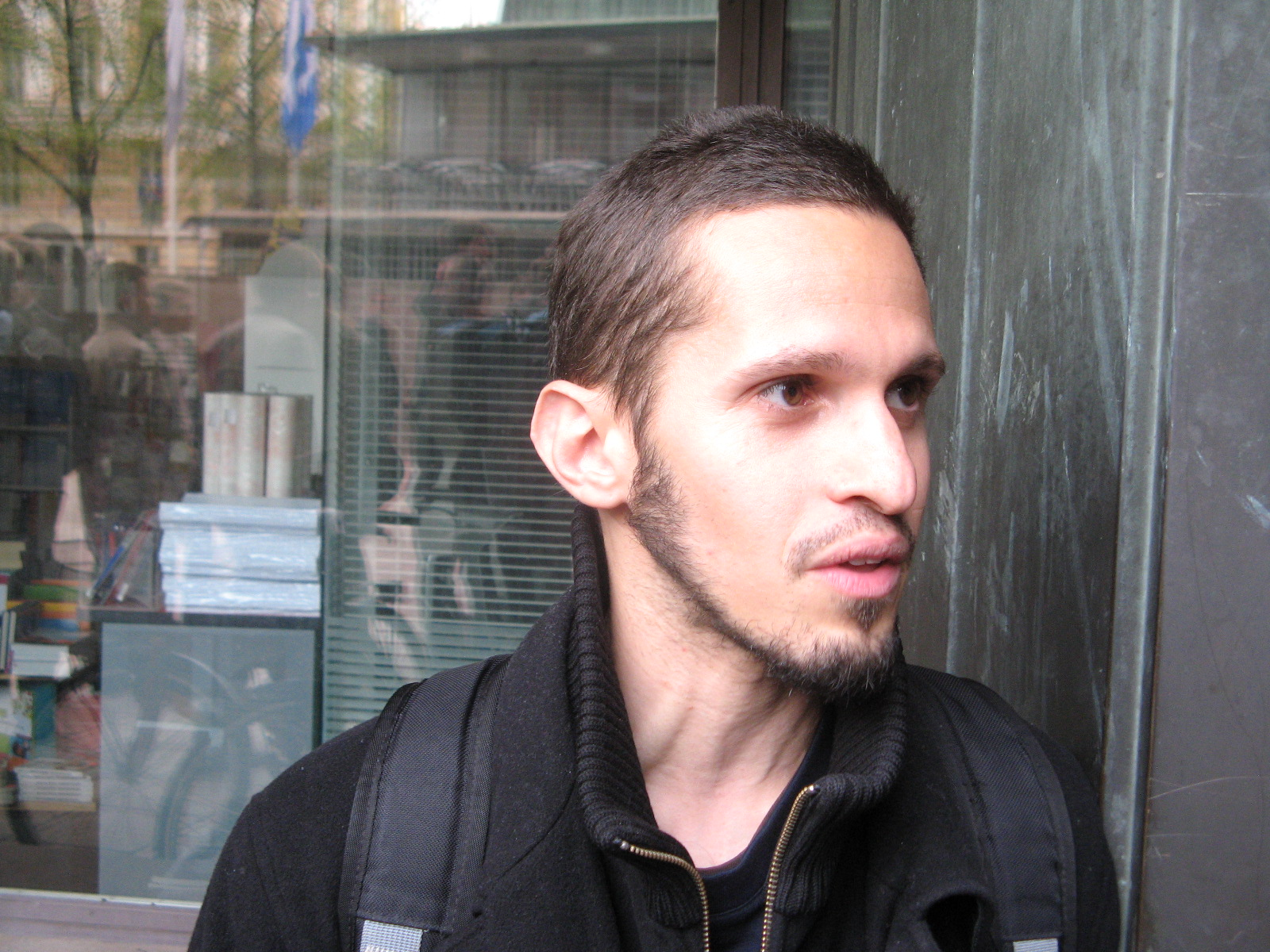
Patri Friedman (2011)

Patri Friedman, vollständiger Name Patri Aaron Forwalter-Friedman, (* 29. Juli 1976 in Blacksburg, Virginia) ist ein US-amerikanischer politischer Theoretiker und libertärer Aktivist, ehemaliger Vorstand (Executive Director) sowie ehemaliger Vorsitzender (Chairman) des Seasteading Institute.

## Leben
Friedman studierte zunächst Mathematik und schloss als B.S. ab; danach graduierte er als M.Sc. in Informatik an der Stanford University. Anschließend arbeitete er zunächst als Ingenieur bei Google. Von 2008 bis 2011 konzentrierte sich seine Arbeit ausschließlich auf das Seasteading Institute, das sich der Gründung einer neuen unverbindlichen und flexiblen Form von Staaten aus schwimmenden Städten aus modularen Einheiten auf hoher See (sogenanntes Seasteading) widmet. Dafür fasste das Unternehmen zuletzt die Seehoheitsgebiete von polynesischen Staaten ins Auge. Die Bewohner sollen sich einer Stadt ihrer Wahl anschließen und zwischen den Staaten wechseln können. Wichtige Motivationen zur Wohnsitznahme von Kunden dieser Konstruktionen wären Steuervermeidung und Steuerflucht.
Friedman äußert sich ablehnend zu Gesetzen und Demokratie. In einem Interview mit der französischen Zeitung Libération am 7. Mai 2017 begründete er seine Haltung anhand des Beispiels, das Apple sich seiner Meinung nach zwar für die Wünsche seiner Kunden interessiere, diese aber überhaupt nicht an der Konzeption des iPhones beteilige. Ungeachtet des Ausschlusses aus Entscheidungsprozessen würden die Kunden über „super iPhones“ verfügen.
Das Seasteading Institute wird unter anderem von Peter Thiel, dem Mitgründer von PayPal, finanziert.
2011 wechselte Friedman vom Posten des CEO zum Chairman des Seasteading Institutes, um sich zusätzlich um das Free Cities Project kümmern zu können, das er von 2011 bis 2012 betrieb.
Seit 2012 ruhen Friedmans Aktivitäten in beiden Projekten. Seit 2013 arbeitet er wieder als Software-Ingenieur bei Google.

## Sonstiges
Friedman ist ein Sohn David D. Friedmans und Enkel Milton Friedmans.